# Ouragan Lane (2006)
Pour les articles homonymes, voir Lane.
L'ouragan Lane est la 12e tempête tropicale et le 8e ouragan de la saison cyclonique 2006 pour le bassin nord-est de l'océan Pacifique. Le nom Lane avait déjà été utilisé en 1978, 1982, 1988, 1994 et 2000.

## Chronologie
Une vague tropicale s'est déplacée au large des côtes de l'Afrique le 31 août 2006. Elle s'est déplacée vers l'ouest sans développement et est entrée dans l'océan Pacifique oriental le 10 septembre. Une zone de convection s'est développée le long de l'axe des vagues, plusieurs centaines de miles au sud du golfe de Tehuantepec. Il s'est déplacé lentement vers l'ouest et s'est régulièrement organisé. Caractéristiques de convection et de baguage organisées autour d'un centre en développement et le système s'est développé en dépression tropicale 13-E le 13 septembre. Le système a continué à s'organiser et à se renforcer en orage tropical Lane au début du 14 septembre à environ 145 km au large des côtes du Mexique. Sur la base d'un anticyclone potentiellement en développement au-dessus de la tempête et d'une trajectoire au-dessus des températures de l'eau chaude, le modèle de schéma statistique de prévision d'intensité des ouragans a émis une probabilité de 46 % d'intensification rapide de la tempête.
Lane a continué à devenir mieux organisée, avec une convection profonde se développant en un couvert central dense et un écoulement bien défini dans la moitié ouest de la tempête. Tard le 14 septembre, un mur oculaire a commencé à se développer à une courte distance au large de la côte mexicaine. La voie a continué à se renforcer pendant qu'elle se tournait plus vers le nord-nord-ouest, un mouvement causé en raison de la tempête se déplaçant autour de la périphérie ouest d'une crête de niveau intermédiaire au-dessus du Mexique. Basé sur les rapports des avions de reconnaissance, Lane est monté au statut d'ouragan le 15 septembre, à environ 65 km à l'ouest-nord-ouest de Cabo Corrientes (Jalisco). Par la suite, il s'est rapidement renforcé et, six heures plus tard, il a atteint des vents de 165 km/h, devenant un ouragan de catégorie 2 sur l'échelle Saffir – Simpson. Plus tard dans la journée, l'œil de 16 km de large a traversé les Islas Marías. Tôt le 16 septembre, Lane s'est renforcé en un ouragan de 185 km/h, à seulement 85 km au large de la côte du Mexique, devenant le sixième ouragan majeur de la saison.
L'ouragan Lane a continué à s'organiser avec son œil de 14 km de large, entouré d'une convection très profonde, et la tempête s'est encore renforcée pour atteindre des vents de pointe de 205 km/h à midi le 16 septembre. Il a tourné de manière inattendue vers le nord-est et à 19 h 15 UTC le 16 septembre, l'ouragan Lane a touché terre dans une région peu peuplée de Sinaloa, à 32 km au sud-est d'El Dorado. Ceci a fait Lane l'ouragan le plus intense pour frapper le Mexique depuis l'ouragan Kenna dans la saison 2002. La combinaison du terrain montagneux du Mexique et de l'augmentation ouest-sud-ouestle cisaillement du vent a provoqué l'affaiblissement rapide de la tempête, et la tempête s'est dissipée le 17 septembre. Les restes de Lane se sont ensuite déplacés au Texas.